# Biliana Voutchkova
Biliana Voutchkova (bulgarisch Биляна Вучкова, * 1972 in Plovdiv, Bulgarien) ist eine bulgarische Violinistin der zeitgenössischen Klassischen Musik, der Improvisation und experimenteller interdisziplinärer Projekte, im Besonderen Musik und Tanz. Sie lebt in Berlin.

## Leben und Wirken
In eine musikalische Familie geboren, studierte sie zunächst in Bulgarien und dann in den USA Klassische Violine. In New York kam sie in Kontakt mit Improvisierter Musik. In Berlin entwickelte sie die musikalische Balance ihrer vielschichtigen Einflüsse. Sie ist Mitglied in zahlreichen Ensembles und wird als Solistin wahrgenommen und geschätzt. Ihre musikalische Arbeit reflektiert ein ungewöhnlich weites Spektrum an Einflüssen und Prägungen.

## Kollaborationen und Ensembles
Grapeshade (Ingo Reulecke, Katharina Meves, Biliana Voutchkova, Klaus Janek), Michael Thieke, Frances-Marie Uitti, Matthias Bauer, Audrey Chen, Louise Wagner, Chiyoko Szlavnics, Solistenensemble Kaleidoskop, Ensemble Modern, Splitter Orchestra, Das Neue Ensemble Hannover

## Diskographie
- Christian Wolff: Kompositionen 1950–1972[5]
- Duo Voutchkova, Thieke[6]
- Boston modern Orchestra Project[7]
- Lackerschmid, Okoshi, Voutchkova, Degen, Mahdi, Israel, Common language, Common Sense[8]
- Gabriel Iranyi, InnenZeit III, Biliana Voutchkova/Violine, Björn Lehmann/Klavier[9]
- Biliana Vouchkova Faces 2005[10]

## Konzerte (Auswahl)
- Die Musik unserer Zeit[11]
- Künstlerhaus Lukas 2013, Workshop und Konzert[12]
- DTKV Berlin 2013[13]
- Compovisation[14]
- Solistenensemble Kaleidoskop[15]
- Lackerschmid, Okoshi, Voutchkova, Degen, Mahdi, Israel[16]
- Maerzmusik 2014[17]